# Větrovský potok (přítok Smědé)
Větrovský potok (číslo hydrologického pořadí 2-04-10-019) je vodní tok ve Frýdlantském výběžku v Libereckém kraji České republiky. Pramení jižně od vesnice Větrov, která je součástí města Frýdlant a končí jeho soutokem s řekou Smědou, jíž je levostranným přítokem.

## Průběh toku
Od pramene při úpatí severních svahů Jizerských hor, pod vrcholem Nad Zátiším stéká potok směrem k severozápadu sleduje Dlouhou ulici ve vesnici Větrov. Jejich souběh pokračuje i ve Frýdlantě, kde se na křižovatce ulice Dlouhé s ulicí Potoční vodní tok stáčí k severovýchodu a sleduje ulici Potoční. Na jejím konci u severního zhlaví podtéká normálně rozchodnou železniční trať a následně i zbytky úzkorozchodné tratě do Heřmanic. Následně podtéká také Žitavskou ulici (silnici I/13) a z jižní strany míjí místní celní úřad a chrám svaté Máří Magdalény. Na jeho východní straně podchází ulici Tovární a za ní se vlévá do řeky Smědé.